# Rhachisphora oblongata
Rhachisphora oblongata là một loài côn trùng cánh nửa trong họ Aleyrodidae, phân họ Aleyrodinae.
Rhachisphora oblongata được Ko, Wu & Chou miêu tả khoa học đầu tiên năm 1998.